# Banquisa

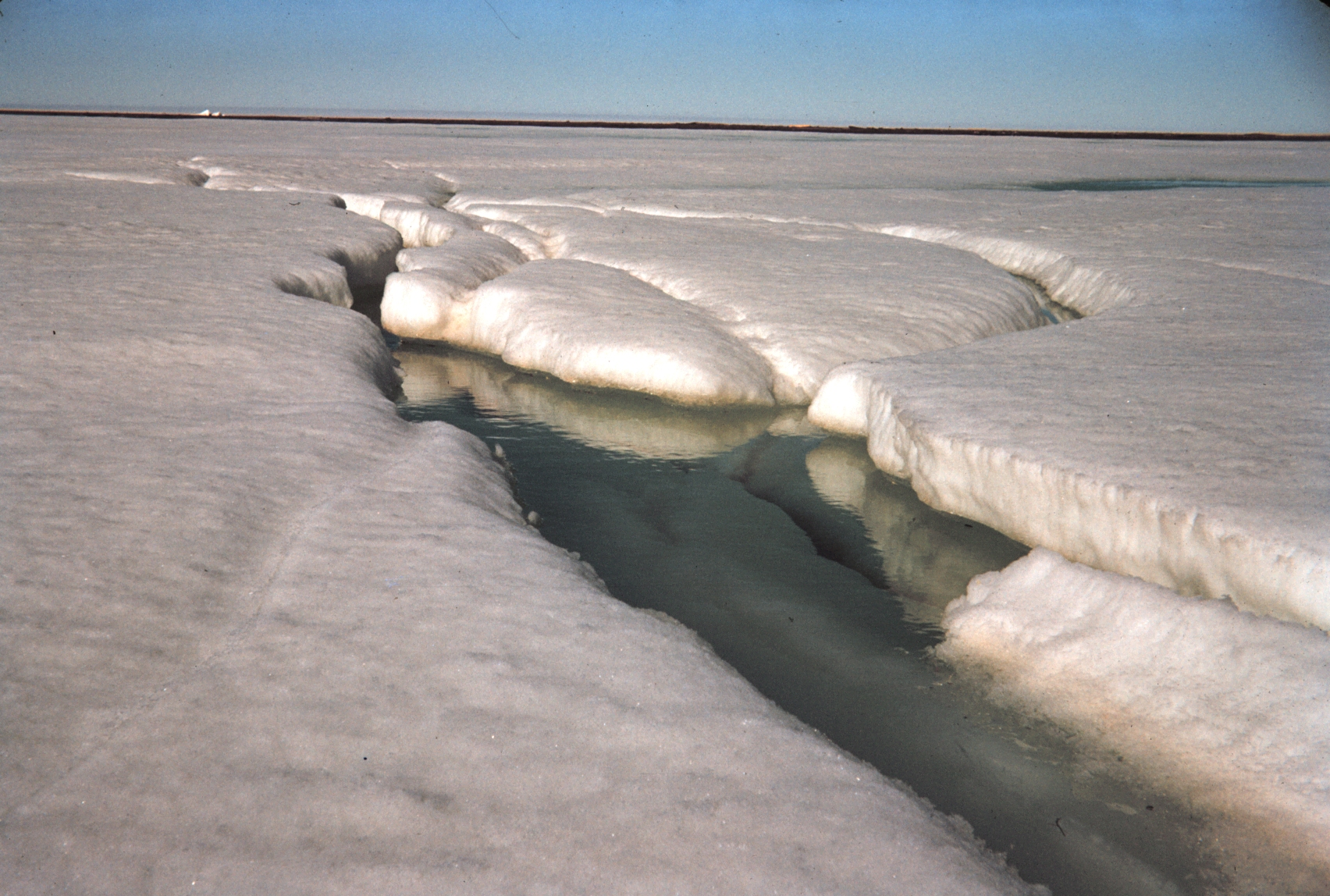
Fusió de la banquisa

Oscil·lació anual de l'extensió de la banquisa (en color blanc)

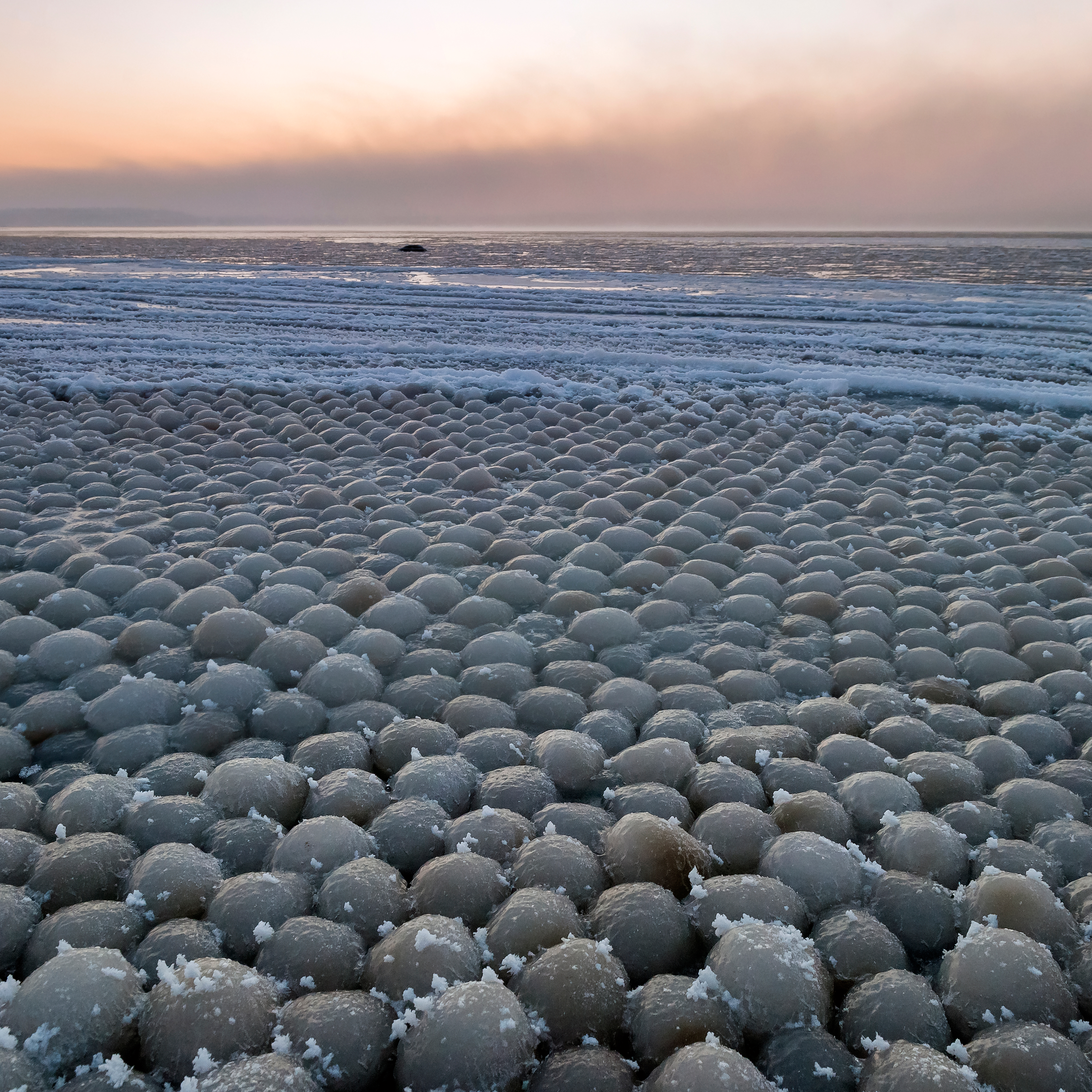
Fenomen rar; la formació de gel a bola. Platja de Stroomi, Tallin, Estònia.

La banquisa, o gel marí, és una capa de glaç flotant que es forma a les regions oceàniques polars. Té un gruix aproximat d'un metre, quan es renova cada any, i de quatre a cinc metres quan és persistent, com s'esdevé a la regió àrtica més propera al pol. Excepcionalment pot arribar a gruixos de 20 m. Molt sovint està constituïda per blocs de gel fracturats que s'han tornat a soldar.

## Formació
La causa principal és la congelació de la superfície marina, però també hi pot contribuir la precipitació en forma de neu, la qual sempre és escassa a les regions polars, sotmeses de manera permanent a la influència de les altes pressions a causa del vòrtex polar. L'aigua del mar es glaça només a la superfície, ja que la del fons no s'arriba a refredar prou, a causa de l'enorme calor específica de l'aigua i la consegüent resistència al canvi de temperatura. Perquè comenci la solidificació la temperatura ha de baixar fins als –1,8 °C, a causa del descens crioscòpic, que és la disminució del punt de fusió/solidificació que acompanya la salinitat. De primer es formen petits cristalls lenticulars d'aigua pura, que seguidament es van reunint. Al final la banquisa queda formada per un conglomerat de gel d'aigua amb un farciment de salmorra a les esquerdes, on hi habiten algues i bacteris adaptats específicament a aquest ambient hipersalí.

## Característiques generals i dinàmica
El gel marí no es limita a créixer i fondre's. Durant la seva vida útil és molt dinàmic. A causa de l'acció combinada dels vents, els corrents, la temperatura de l'aigua i les fluctuacions de la temperatura de l'aire, les extensions de gel marí solen patir una deformació important. El gel marí es classifica segons la capacitat de deriva o no, i segons l'edat.

### Gel ràpid i gel a la deriva
El gel marí es pot classificar en funció de si està adherit (o congelat) a la costa (o entre bancs o icebergs encallats). Si està adherit, s'anomena gel terrestre, o més sovint gel fix. D'altra banda, i a diferència del gel ràpid, el gel a la deriva es troba més lluny de la costa a zones molt àmplies, i abasta el gel que es mou lliurement amb els corrents i els vents. El límit físic entre el gel ràpid i el gel a la deriva és el límit del gel ràpid. La zona de gel a la deriva pot dividir-se al seu torn en una zona de ciselladora, una zona de gel marginal i un paquet central. Hi ha noms per a diverses mides de gels a la deriva: petit - 20 a 100 m; mitjà - 100 a 500 m; gran - 500 a 2000 m; enorme - 2 a 10 km; i gegant - més de 10 km. El terme gel compacte s'utilitza com a sinònim de gel a la deriva, o per designar la zona de gel a la deriva en què les pispes estan densament empaquetades. La coberta total de gel marí s'anomena 'dossel de gel' des de la perspectiva de la navegació submarina.

### Classificació per edat
Una altra classificació utilitzada pels científics per descriure el gel marí es basa en l'edat, és a dir, en les etapes de desenvolupament. Aquestes etapes són: gel nou, niles, gel jove, primer any i vell.

### Forces motrius
Mentre que el gel ràpid és relativament estable (perquè està adherit a la costa o al llit marí), el gel a la deriva pateix processos de deformació relativament complexos que, en última instància, donen lloc a la típica gran varietat de paisatges del gel marí. El vent és la principal força motriu, juntament amb els corrents oceànics. També s'han invocat el força Coriolis i la inclinació de la superfície del gel marí. Aquestes forces motrius indueixen un estat de tensió dins de la zona de gel a la deriva. Un gel a la deriva que convergeix cap a un altre i empeny contra ell generarà un estat de compressió al límit entre tots dos. La capa de gel també pot patir un estat de tensió, cosa que provoca divergència i obertura de fissures. Si dues pantalles es desplacen lateralment una al costat de l'altra sense deixar d'estar en contacte, es crearà un estat de cisallament.

### Deformació
La deformació del gel marí és el resultat de la interacció entre les pispes de gel, en ser impulsats els uns contra els altres. El resultat pot ser de tres tipus de característiques: 1) Gel en filera, quan un tros se sobreposa a un altre; 2) Crestes de pressió, una línia de gel trencat que es força cap avall (per formar la quilla) i cap amunt (per formar la vela); i 3) Fita, un monticle de gel trencat que forma una superfície irregular. Una cresta de cisallament és una cresta de pressió que es va formar sota cisallament - tendeix a ser més lineal que una cresta induïda només per compressió. Una cresta nova és una característica recent - és de cresta aguda, amb el costat inclinat en un angle superior a 40 graus. Per contra, una cresta envellida és aquella que té una cresta arrodonida i els costats de la qual s'inclinen menys de 40 graus. Stamukhi són un altre tipus d'amuntegament, però aquests es recolzen a terra i, per tant, són relativament estacionaris. Són el resultat de la interacció entre el gel ràpid i el paquet de gel a la deriva.
El gel pla és el gel marí que no s'ha vist afectat per la deformació i, per tant, és relativament pla.

## Les dues banquises
Al món hi ha dues banquises que ocupen una part variable de l'oceà: l'una a l'Àrtida i l'altra al voltant del continent antàrtic.
- La banquisa antàrtica desapareix en gran part durant l'estiu austral i es torna a formar a l'hivern, en què assoleix una extensió equivalent a la del continent. Al setembre arriba als 18,8 milions de km², mentre que al març ocupa tan sols 2,6 milions de km².
- La banquisa àrtica fins ara ha estat permanent, tot i que cada any se'n fonen les parts més properes als continents circumdants, època que s'aprofita per a la circumnavegació de l'oceà Àrtic. Al març arriba als 15 milions de km² i al setembre n'ocupa només 6 milions i mig.

S'observa amb preocupació que la banquisa àrtica fa anys que tendeix a perdre extensió en cada cicle, cosa que s'interpreta com un efecte del canvi climàtic actual. Segons les darreres estimacions es creu que d'aquí a uns quants anys desapareixerà completament durant la temporada d'estiu.
Durant els diversos segles que els navegants van tractar de trobar l'anomenat pas del Nord-oest (Northwest Passage en anglès) al nord de Canadà, s'han pogut comprovar diferents fluctuacions de la quantitat de gel, assolint en diversos anys nivells mínims i recuperant-se després. No és clar si hi ha un procés de fosa continuada del gel àrtic o només correspon a nivells fluctuants durant cicles cada vegada més llargs. Aquest pas de l'Atlàntic al Pacífic i viceversa queda alguns anys lliure de gel, cosa que permet obrir, per breu temps, la navegació marítima. No obstant això, la majoria de vegades requereix vaixells trencagels. Tot i que el satèl·lit Cryo Sat, de l'ESA (European Space Administration), que mesura l'espessor de la banquisa, va mostrar a finals del 2013 una recuperació del volum del gel oceànic àrtic d'un 30% respecte als anys immediatament anteriors, la NASA, que mesura l?extensió superficial del gel àrtic, ha trobat una tendència consistent de reducció des de fa dècades. La tendència és a una extensió menor cada any, al final de l'època estival, que s'estima que es traduirà en una absència total de banquisa en aquestes dates d'aquí a poques dècades, el que hauria de tenir importants conseqüències per al clima global, principalment per la reducció de l'albedo a l'estiu boreal.

## Ecologia
Hi ha molts organismes vinculats a la banquisa. Els ossos polars vagaregen sobre la banquisa àrtica, per la qual cosa es tem pel seu destí, i molts peixos, foques i crustacis (krill) formen una cadena tròfica que arrenca de les algues que creixen sota el glaç, en un ambient molt constant i enriquit en nutrients, especialment favorable per a la vida marina.

## Climatologia

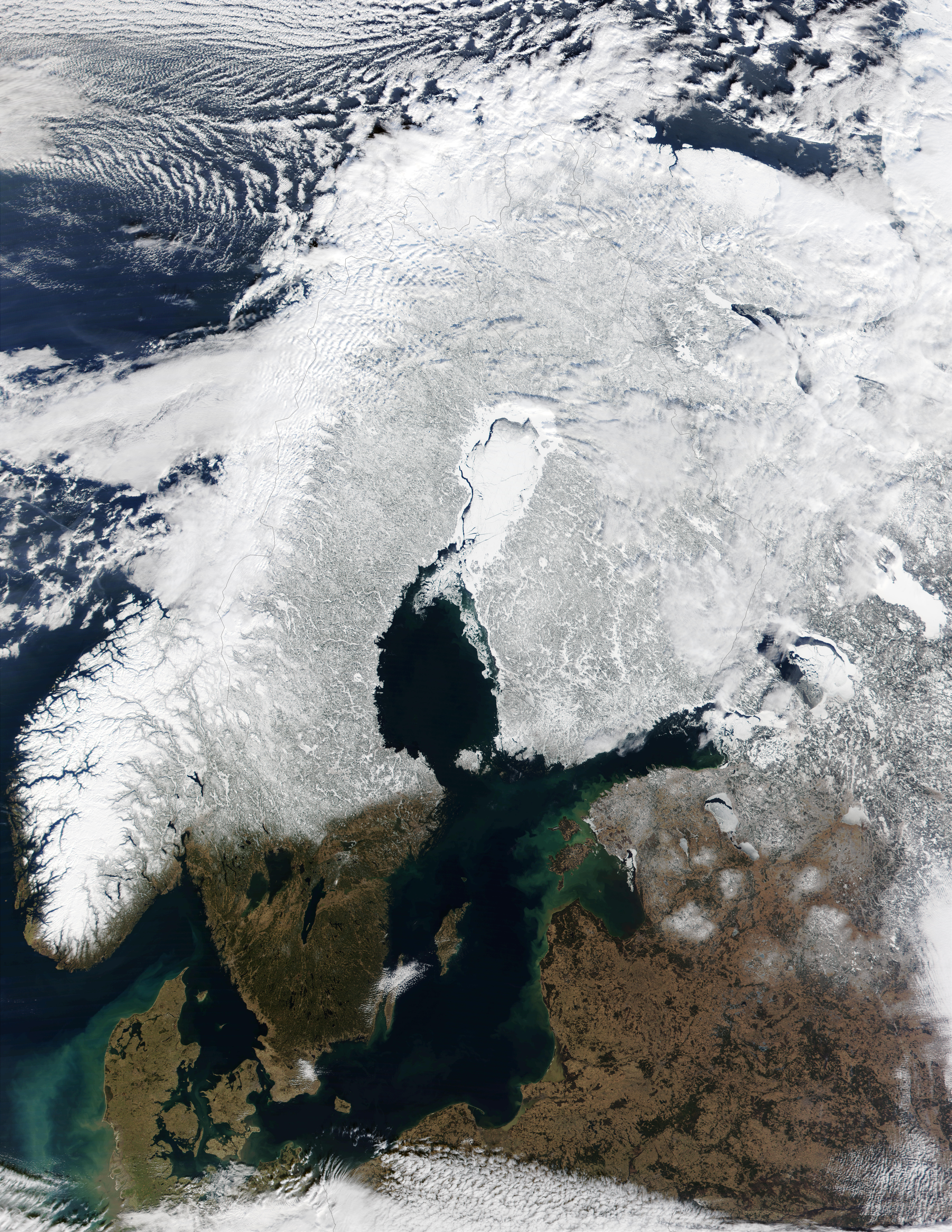
Vista de satèl·lit de Fennoscàndia amb banquisa a la Badia de Bòtnia, al març.

Les conseqüències ambientals de l'evolució de les banquises no es restringeixen als seus efectes sobre la biota marina. Afecta el règim climàtic global de dues maneres. Primerament, la capa de glaç abriga l'oceà, tot actuant com un aïllant que restringeix el flux de calor de la mar a l'atmosfera: l'oceà i l'atmosfera formen un sistema acoblat que regula la distribució de calor al planeta. En segon lloc, el gel blanc de la banquisa, tot i ser prim, és altament reflectant, cosa que contribueix significativament a l'albedo planetari (la proporció de radiació solar que torna a l'espai per reflexió), un dels paràmetres que més influeixen en l'evolució del clima global. L'actual disminució estacional de l'albedo als pols hauria de contribuir, doncs, a l'escalfament global, en un cas de retroalimentació positiva simètric al que es produeix als períodes climàtics glacials, quan l'extensió dels casquets i de la banquisa accentua precisament el refredament.
Hi ha raons per suposar que en un període de la història del planeta, fa uns 700 milions d'anys, el clima va ser tan fred que una gruixuda banquisa permanent va arribar a cobrir el conjunt dels oceans, excepte potser els equatorials.

## Presència fora de la Terra
S'ha especulat amb l'existència d'altres elements i compostos químics en forma d'oceans i mars en planetes diferents de la Terra. Els científics sospiten especialment de l'existència d'"icebergs" de diamant sòlid i els corresponents mars de carboni líquid als planetes gegants de gel, Neptú i Urà. Això és degut a la pressió i la calor extrems al nucli, que convertirien el carboni en un fluid supercrític.

## Galeria d'imatges

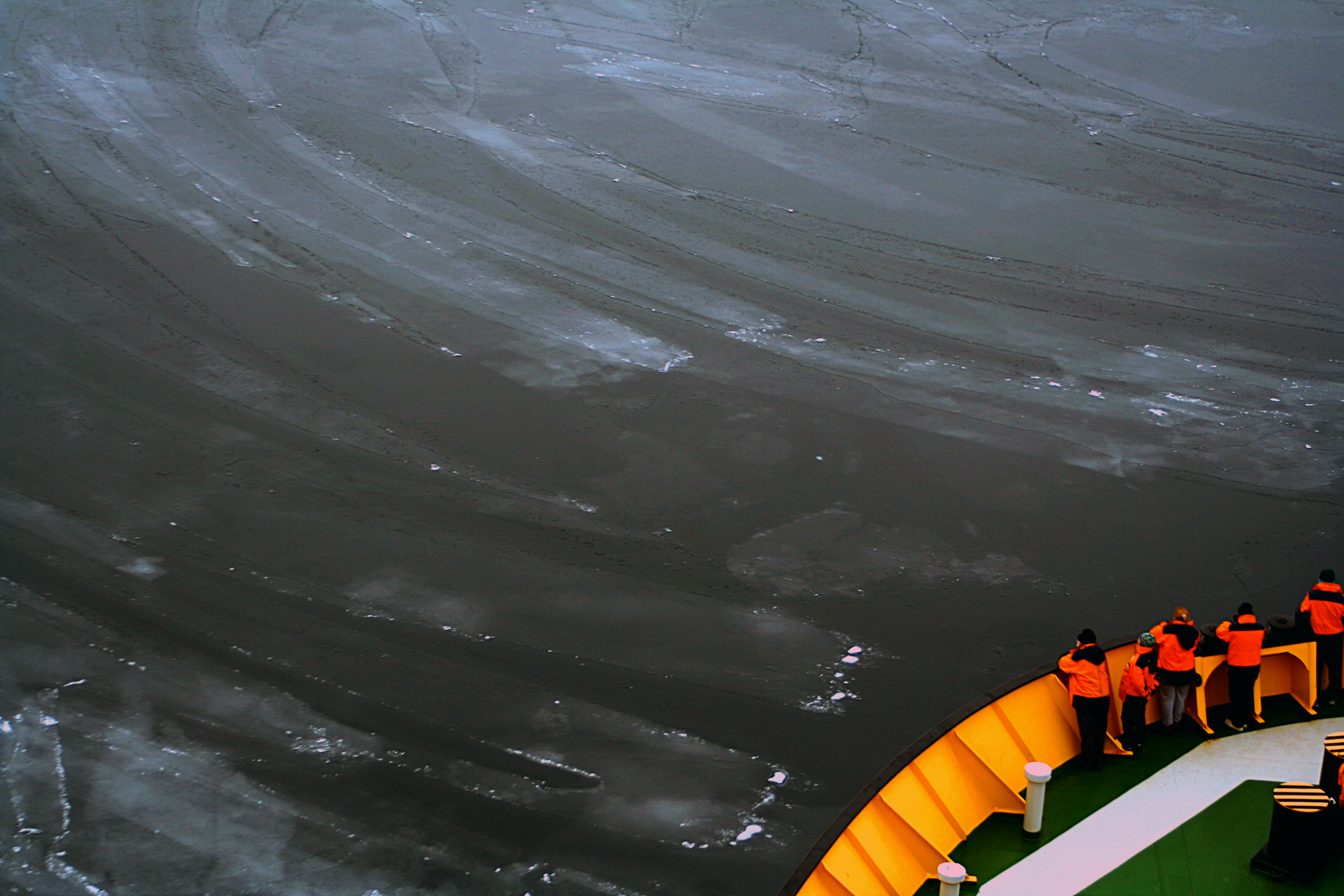
El mar de glaç Nilas a l'àrtic
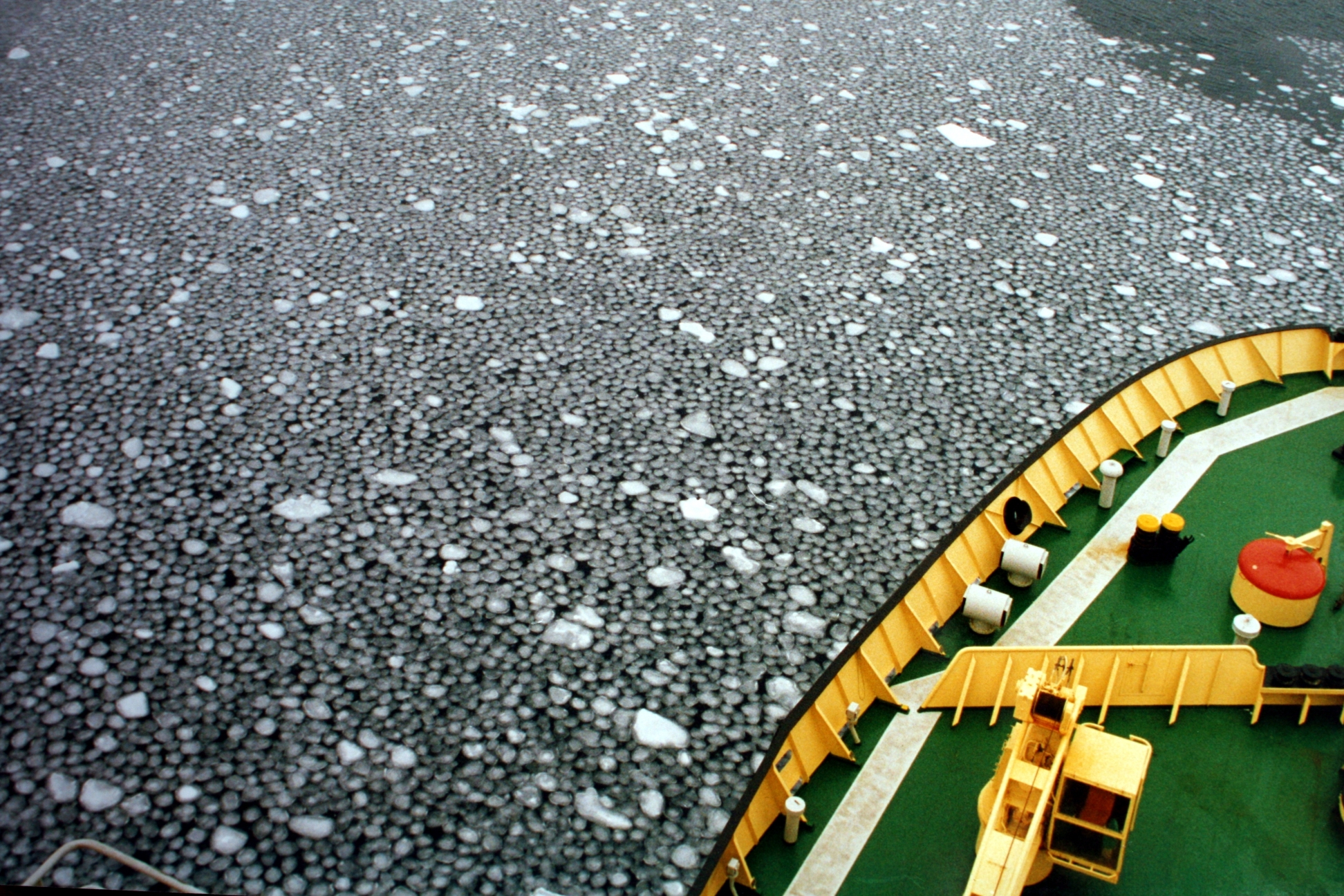
Mar de glaç a bocins al Mar de Ross
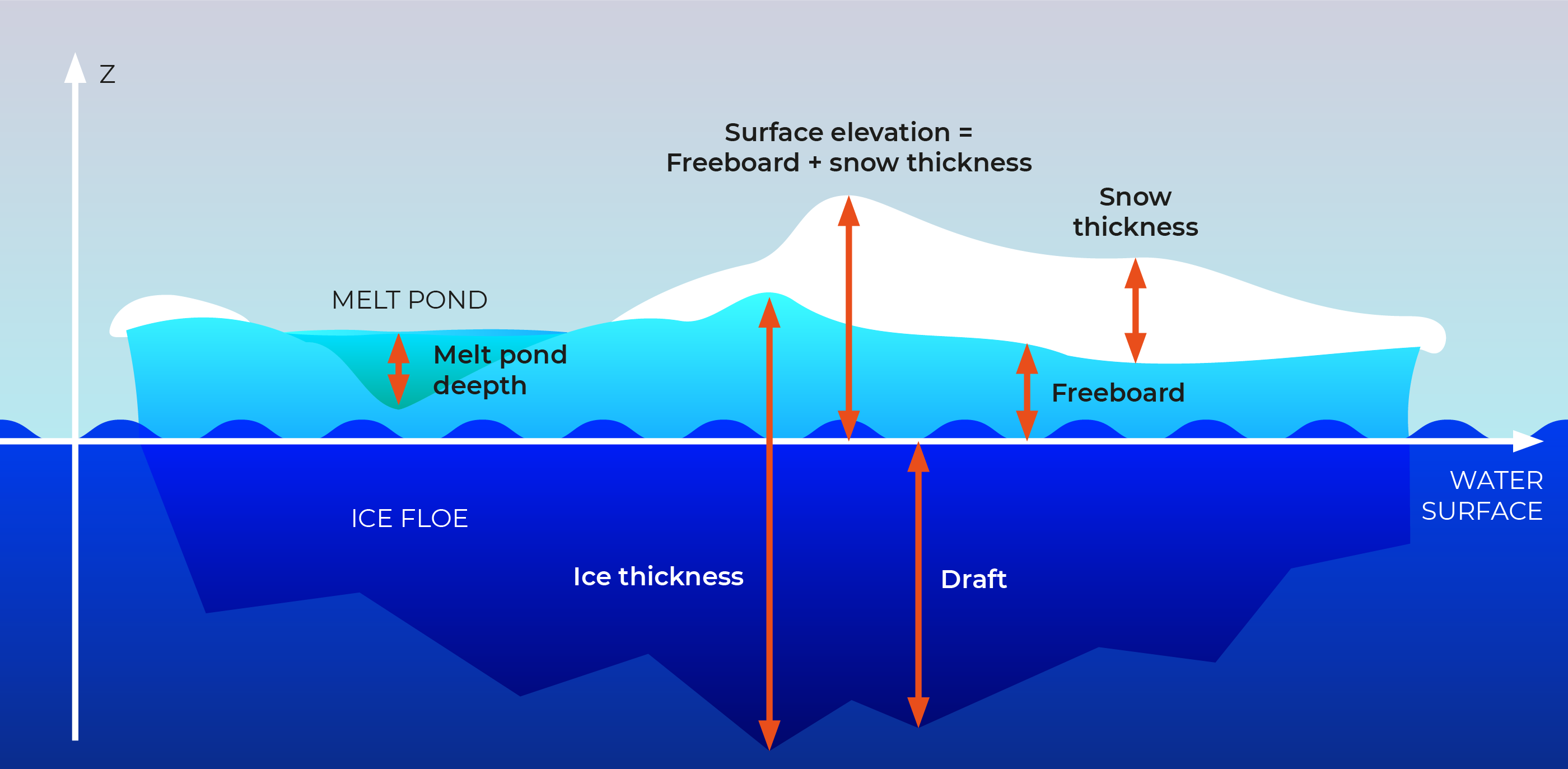
Paràmetre per mesurar la mida d'un tros de gel al mar.
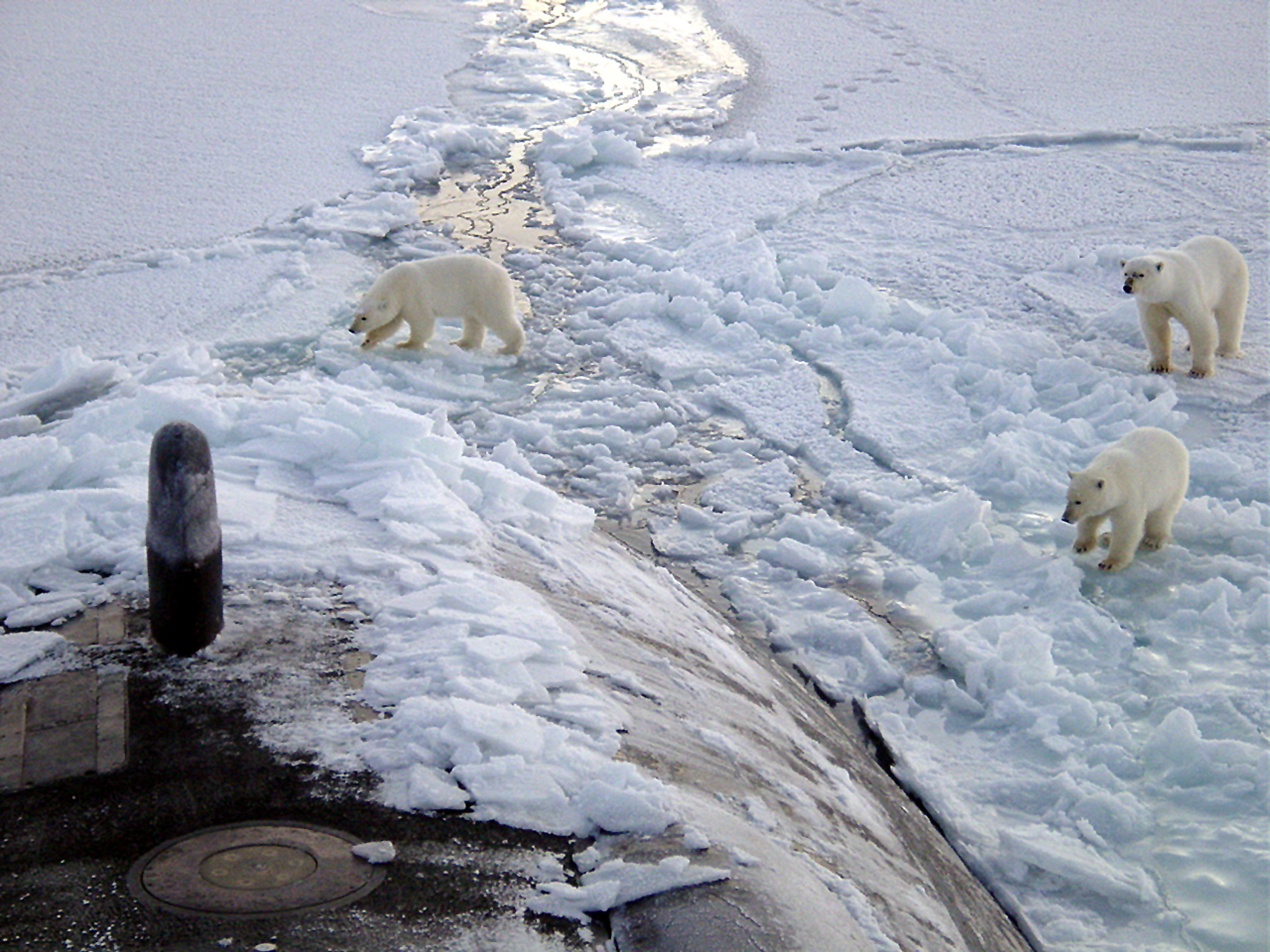
Ossos blancs rondant un submarí nuclear